# Campagne, Landes
Campagne är en kommun i departementet Landes i regionen Nouvelle-Aquitaine i sydvästra Frankrike. Kommunen ligger i kantonen Mont-de-Marsan-Sud som tillhör arrondissementet Mont-de-Marsan. År 2022 hade Campagne 1 025 invånare.

## Befolkningsutveckling
Antalet invånare i kommunen Campagne
Referens:INSEE